# Aftermath - In trappola
Aftermath - In trappola (Aftermath) è un film statunitense del 2024 diretto da Patrick Lussier.

## Trama
Eric Matthew Daniels, ex veterano di guerra, di ritorno in patria, rimane intrappolato insieme alla sorella adolescente Madeline sul ponte Tobin Memorial Boston a causa di un gruppo di rivoluzionari armati che hanno l'obiettivo di uccidere Samantha Brown, che era stata arrestata per spionaggio.